# 120P/Mueller
120P/Mueller, komet Jupiterove obitelji.